# Peretz ben Elijah
Perez ben Elijah di Corbeil (... – 1285) è stato un rabbino francese, studioso del Tosafot.
Figlio del talmudista Elijah di Tours, nella letteratura talmudica è designato con le abbreviazioni RaP (= Rabbeinu Perez), RaPaSh (= Rabbeinu Perez, che possa vivere) e MaHaRPaSh (= il nostro maestro Rabbeinu Perez, che possa vivere).
Allievo di rabbi Jehiel di Parigi e Samuel di Evreux, viaggiò nel Ducato di Brabante, soggiornando per un periodo in Germania, dove conobbe il rabbino e poeta tedesco Meir di Rothenburg,autore del tosafot sul commento di Rashi al Talmud.
Al suo ritorno in patria, tenne letture su argomenti talmudici alle quali parteciparono i rabbini più celebri del XIV secolo. La sua fama di autorità talmudica divenne universale, tanto che i suoi commenti venivano studiati in Francia, Germania e Spagna.
Morì prima del 1298, probabilmente nel 1295.

## Opere
Perez è ful'autore delle seguenti opere:
- Glosse sulla  Ammude ha-Golah di Isacco di Corbeil, pubblicato insieme al testo a Cremona nel 1556.
- Commenti sulla maggior parte del Talmud: variamente intitolati "Tosafot", "Shiṭṭah", "Nimuḳim", "Ḥiddushim", "Perishah", subirono molti cambiamenti introdotti dai numerosi discepoli di Perez; solo il commento sul trattato Baba Metzia sopravvisse nella sua redazione originale. I due commenti sul Bava Kamma e Sanhedrin furono pubblicati da Abraham Venano a Livorno nel 1819; il decimo capitolo relativo al Pesachim fu riprodotto da Mardocheo ben Hillel nel suo Mordekai; e molti altri furono curati da Bezaleel Ashkenazi nella sua Shiṭṭah Meḳubbeẓet;
- Glosse inerenti alla raccolta delle leggi rituali intitolata Tashbaẓ di Sansone ben Zadok, pubblicata insieme al testo a Cremona, dal 1556 al 1561.
- Sefer Pereẓ, un'opera masoretica andata perduta.